# Coalition of the willing
O termo coalition of the willing (traduzido para o português brasileiro como coalizão dos dispostos, coalizão de voluntários ou coalizão da boa vontade) se refere a uma parceria internacional temporária criada com o propósito de atingir um objetivo específico, geralmente de natureza militar ou política.

## Origem
O termo foi cunhado no início da década de 1970 pelo professor do Instituto de Tecnologia de Massachusetts Lincoln P. Bloomfield e seus colegas, incluindo Harland Cleveland da Universidade de Minnesota. Em julho de 1971, Bloomfield descreveu a necessidade de uma coalizão de nações dispostas a apoiar importantes objetivos de manutenção da paz ou estabilização de conflitos endossados pela ONU, em um artigo de opinião do The New York Times. O termo foi retomado pelo Secretário de Estado Henry Kissinger em uma carta de 1973 a Bloomfield, reconhecendo a "proposta deste último para 'coalizões dos dispostos'." Em 9 de maio de 1988, Cleveland escreveu uma carta 'para registro' ao Editor da Foreign Affairs deixando claro que Bloomfield foi o criador da frase, publicada pela primeira vez em seu livro de 1974 In Search of American Foreign Policy. Em 2002, Bloomfield publicou outro artigo de opinião, insistindo que Cleveland compartilhasse o crédito pela frase.

## Utilização
O termo foi utilizado pelo presidente Bill Clinton em Junho de 1994 em relação a possíveis operações contra a Coreia do Norte, no auge do impasse de 1994 com o país sobre armas nucleares.
Em sua carta apresentando a Estratégia de Segurança Nacional de 2002, o presidente George W. Bush enfatizou o importante papel das "coalizões dos dispostos".
O termo "coalition of the willing" passou a referir-se à Força Multinacional no Iraque, liderada pelos Estados Unidos, o comando militar durante a invasão do Iraque em 2003 e grande parte da Guerra do Iraque que se seguiu.
Também foi aplicado à operação INTERFET liderada pela Austrália em Timor-Leste de 1999 a 2000.
Em 1 de março de 2025, o presidente tcheco Petr Pavel fez uma postagem nas redes sociais no X, apelando à formação de uma coalizão dos dispostos para acabar com a invasão russa da Ucrânia. No dia seguinte, o primeiro-ministro britânico Keir Starmer ecoou esse sentimento após uma cúpula internacional realizada em Londres entre dezoito líderes europeus. Ele disse que o Reino Unido trabalharia com a França e outros países europeus para fornecer garantias de segurança para a Ucrânia, com uma meta de longo prazo de um acordo de paz de algum tipo com a Rússia.